# Jules De Glimes
Jules De Glimes (Brussel·les, 24 de gener de 1814 - 1881) fou un compositor belga del Romanticisme.
Estudià en la Real Escola de Música i el 1837 se li confià interinament la classe de cant del Conservatori de Brussel·les, càrrec que conservà fins al 1840. Des d'aquesta data es dedicà a l'ensenyança particular de la música i a la composició, figurant entre les seves obres una sèrie de melodies i romances, algunes de les quals es feren molt populars, com: La rose et le Papillon; Le prisioner et l'hirondelle, l'oiseau bleu, etc..
A més, fou un notable acompanyant de piano.